# Sarah Zettel
Sarah Anne Zettel (Sacramento, 14 dicembre 1966) è una scrittrice statunitense, autrice di romanzi fantasy e di fantascienza.

## Biografia
Nella seconda metà degli anni novanta Sarah Zettel si è affermata come nuova rappresentante della space opera. Con il suo primo romanzo, Pianeta senza nome (Reclamation) (1996), è stata candidata al Premio Philip K. Dick e ha vinto il Premio Locus come migliore opera prima.
A partire dal 2002 ha intrapreso la pubblicazione del ciclo fantasy di Isavalta, a cui è seguita dal 2004 la saga di Paths to Camelot.
Con Bitter Angels (2009), pubblicato sotto lo pseudonimo C. L. Anderson, ha vinto il Premio Philip K. Dick.
Suoi racconti sono apparsi sulle riviste Analog e Realms of Fantasy.

## Opere

### Romanzi
- Pianeta senza nome (Reclamation) (1996) - edizione italiana: Mondadori, Urania nn. 1502-1503
- La guerra dei folli (Fool's War) (1997) - Mondadori, Urania n. 1391
- Salva il tuo pianeta (Playing God) (1998) - Mondadori, Urania n. 1443
- Invasione silenziosa (The Quiet Invasion) (2000) - Mondadori, Urania n. 1513
- Kingdom of Cages (2001)
- Bitter Angels (2009)
- Ciclo di Isavalta

1. The Usurper's Crown (2002)
2. A Sorcerer's Treason (2002)
3. The Firebird's Vengeance (2004)
4. Sword of the Deceiver (2007)

- Ciclo Paths to Camelot

1. Camelot's Shadow o In Camelot's Shadow (2004)
2. Camelot's Honour o For Camelot's Honor (2005)
3. Camelot's Sword o Under Camelot's Banner (2006)
4. Camelot's Blood (2008)

### Racconti
- Driven by Moonlight (1990)
- Fool's Errand (1993)
- Cracks in the Pavement (1993)
- Excerpts from the Discussion of the Controlled Vibration Theory of Communication Among the Un-Kin (1994) con Laura Woody
- For Tax Purposes (1994)
- The Redemption of Silky Bill (1994)
- The Temptation of Harringay (1995)
- Under Pressure (1996)
- A Young Swordswoman's Garden Primer (1998)
- Miss Underwood and the Mermaid (1999)
- Means of Survival (1999)
- Sconosciuti (Kinds of Strangers) (1999)
- Insider (2003)
- The Thief of Stones (2006)
- The Red Shoes (2007)
- A Family Thing (2008)